# Żuchwa

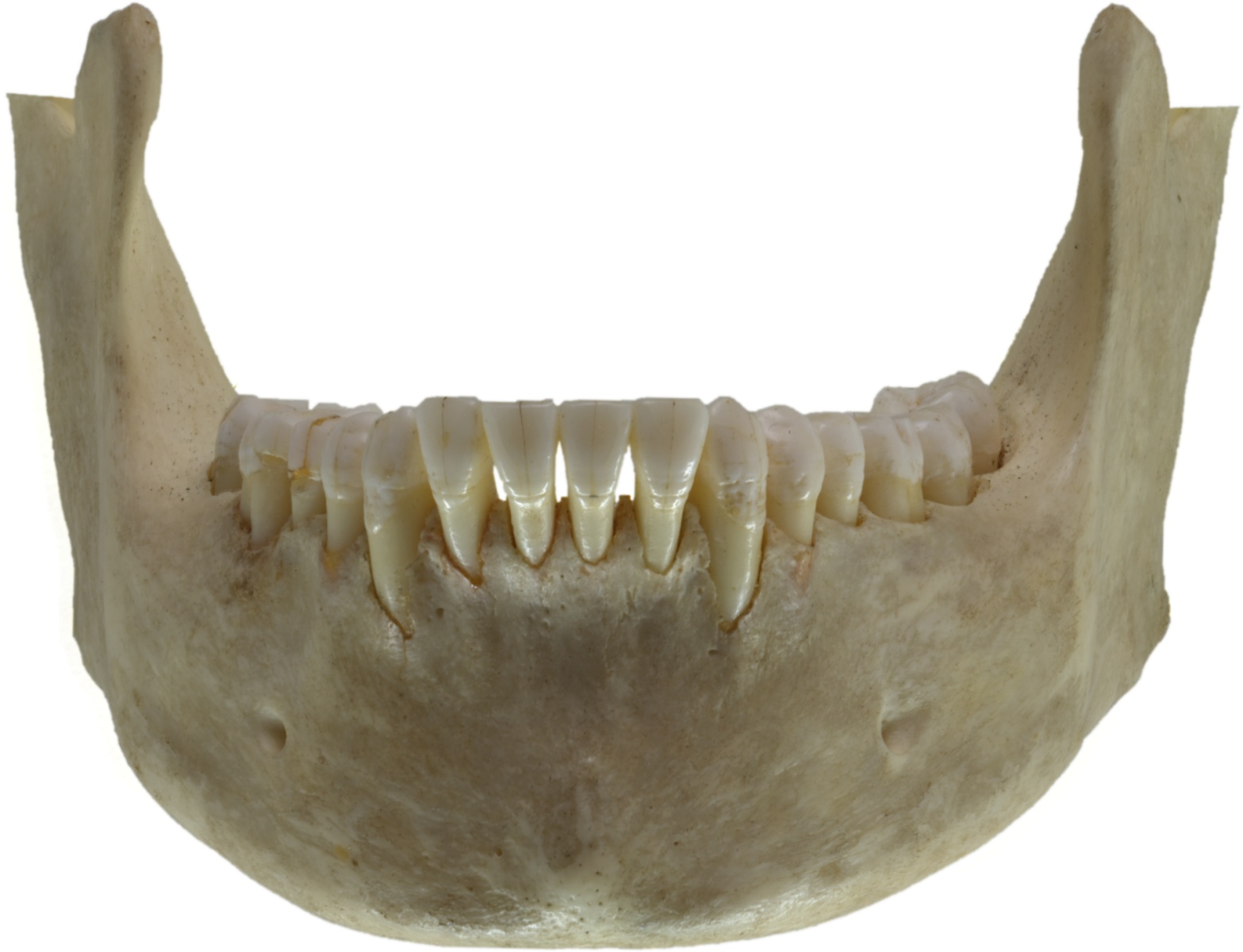
Żuchwa człowieka, widok przedni

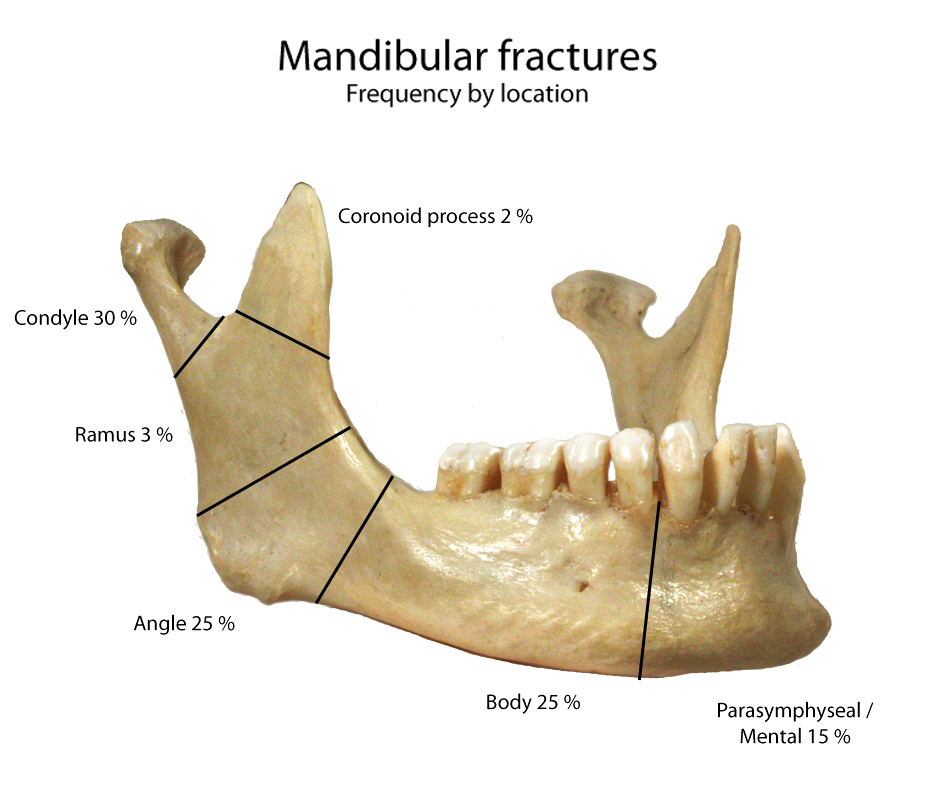
Żuchwa człowieka, widok boczny. Przy strukturach podano częstość złamania

Żuchwa (łac. mandibula) – jeden z elementów szczęk żuchwowców, potocznie nazywana szczęką dolną. U ryb chrzęstnoszkieletowych i dwudysznych jej głównym elementem jest chrząstka Meckela. U wielu żuchwowców zbudowana z kilku kości parzystych (kość zębowa, kość kwadratowa, kość stawowa). U ssaków część kości wchodzących u innych kręgowców w skład żuchwy jest przekształcona w kosteczki słuchowe, przez co żuchwą jest wyłącznie para kości zębowych. Lewa i prawa kość zębowa łączą się na przedzie spojeniem żuchwy (symphysis mandibulae). U większości ssaków jest to struktura budowana przez tkankę chrzęstną włóknistą, a obie kości zachowują pewną odrębność. U niektórych (świnie, naczelne) kości te zrastają się całkowicie w trakcie rozwoju osobnika.

## Żuchwa człowieka
U ludzi żuchwa jest kością nieparzystą, zrasta się z dwóch części (lewej i prawej) w okresie płodowym, a pozostałość spojenia żuchwy może mieć postać bruzdy lub wypukłości i przechodzi na dole w guzowatość bródkową.
Główną część żuchwy stanowi masywny trzon (corpus mandibulae; osadzone są na nim zęby), od którego do tyłu odchodzą symetrycznie gałęzie żuchwy (rami mandibulae, poj. ramus mandibulae) w miejscu określanym jako kąt żuchwy (angulus mandibulae); trzon z gałęzią tworzą kąt 90–140° (w zależności od wieku). Na górnej powierzchni trzonu jest część zębodołowa (pars alveolaris) – nazywana tak w odróżnieniu do wyrostka zębodołowego szczęki ze względu na inny sposób powstawania w rozwoju płodowym. Część zębodołowa żuchwy zawiera zębodoły, w których wklinowane są zęby. Wyczuwalne są na niej łęki zębodołowe (iuga alveolaria), odpowiadające zębodołom siekaczy i kła.
Na przedniej powierzchni trzonu żuchwy widoczne są guzy bródkowe (tuberculum mentale) oraz na wysokości pierwszych przedtrzonowców – dwa otwory bródkowe (foramen mentale), przez które z kanału żuchwy wychodzą nerwy bródkowe (odgałęzienia nerwu zębodołowego dolnego) i tętnice bródkowe (od tętnicy zębodołowej dolnej). Najbardziej wystająca część trzonu to guzowatość bródkowa (protuberantia mentale). Na wewnętrznej powierzchni trzonu są zagłębienia – dołki podjęzykowe (foramen sublingualis) dla ślinianek podjęzykowych i dołki dwubrzuścowe (fossa digastrica), miejsca przyczepu brzuśców przednich mięśni dwubrzuścowych.
Gałąź żuchwy rozdziela się u góry na dwa wyrostki: dziobiasty (processus coronoideus) z przodu i wyrostek kłykciowy (processus condylaris) z tyłu, przedzielone wcięciem żuchwy (incisura mandibulae). Wyrostki kłykciowe współtworzą z kośćmi skroniowymi stawy skroniowo-żuchwowe (articulatio temporomandibularis).
Na bocznej części gałęzi żuchwy, blisko jej kąta, znajduje się guzowatość żwaczowa (tuberositas masseterica), zwiększająca powierzchnię przyczepu mięśnia żwacza. Na przyśrodkowej powierzchni gałęzi żuchwy jest otwór żuchwy (foramen mandibulae) ograniczony języczkiem, do którego wchodzi nerw zębodołowy dolny (gałąź nerwu żuchwowego (V3), od nerwu trójdzielnego (V)).